# Association sportive du port autonome de Cotonou
Actualités
L'Association Sportive du Port Autonome de Cotonou (ASPAC) est un club de football basé à Cotonou, capitale économique du Bénin. Le club fait partie d'une association omnisports liée au Port Autonome de Cotonou. Le club a remporté à deux reprises le championnat du Bénin de football en 2010 et 2012 et une fois la coupe du Bénin de football en 2008. Il a formé de nombreux joueurs sélectionnés en équipe nationale béninoise.

## Histoire
L'Association sportive du port autonome de Cotonou est créée en 1968 par la volonté de l'administration portuaire de disposer à travers son personnel d'une équipe sportive pour l'épanouissement des travailleurs. Elle est enregistrée le 27 juin 1968 auprès du Ministère de l'intérieur du bénin. Les couleurs de l'ASPAC sont le blanc, le bleu et l'orange qui évoquent l'emblème du Port Autonome de Cotonou avec un logo présentant une ancre.
Le nom Association sportive du port autonome de Cotonou ou ASPAC est donné pour maintenir l'identité de l'association sportive et celle du Port Autonome de Cotonou (PAC).  Le personnel du Port Autonome de Cotonou détient en quelque sorte la paternité de l'Association qui fut placée sous la présidence de Jacques Vasseux alors directeur général du Port Autonome de Cotonou. Tous les Directeurs Généraux(qui se sont succédé à la tête du Port Autonome de Cotonou ont été président de l'association sportive[réf. nécessaire]. Depuis 2005, à la faveur d'un congrès, les directeurs généraux deviennent présidents d'honneurs et un président différent de l'autorité du port est élu. C'est ainsi que Dieudonné Boko est élu président.
L'ASPAC connait une période très faste entre 2008 et 2012, période au cours de laquelle il remporte d'abord une coupe du Bénin de football en 2008 puis deux titres de champions du Bénin en dominant les championnats 2009-2010 et 2011-2012.
L'équipe a aussi fourni huit de ses footballeurs à l'équipe du Bénin de football.

### Campagne africaine en 2011
Devenir champion du Bénin ouvre les portes des compétitions continentales. En 2011 l'ASPAC découvre la Ligue des champions de la CAF. Pour cette première participation le club affronte au tour préliminaire les équatoguinéens du Deportivo Mongomo. Après une victoire à domicile sur le score de 1 but à 0, les béninois se qualifient avec un match nul  à Malabo 1-1. 
Au tour suivant, l'ASPAC se voit opposé un des grands clubs africains, l'Espérance de Tunis. Le match aller est sans appel, avec une défaite 5-0 à Tunis, mais au retour à Cotonou, l'ASPAC remporte le match 2-0. Le parcours africain s'arrête là contre le futur vainqueur de la compétition.

### Anciens joueurs
- Saturnin Allagbé
- Sidoine Oussou
- Salomon Junior
- Oussou Sidoine
- Owoussou Obed (ghanéen)
- Tito Rodrigue
- Séïbou Mama
- Jérôme Bonou

#### Administration
Le tout premier bureau de la section football est dirigé par Dieudonné Boco comme président et le secrétaire est Wahabou Adam Chabi. Gérard Koundé en a assuré l'organisation alors que Parfait Kakpo est son assistant. Depuis 2017, il est remplacé par Wahabou Adam Chabi.
Le bureau actuel se compose comme suit :
- Président  : Wahabou Adam Chabi
- Secrétaire général : Tanko Arogoun
- Responsable à l'organisation : Parfait Kakpo

## Palmarès
Pour le championnat de transition du Bénin 2012, l'ASPAC remporte le trophée en ne concédant qu'une seule défaite 
- Championnat du Bénin (2)
  - Vainqueur : 2009-2010 et 2011-2012

- Coupe du Bénin (1)
  - Vainqueur : 2008